# Kolonie Brzóstowskie
Kolonie Brzóstowskie – część wsi Brzóstowa w Polsce, położona w województwie świętokrzyskim, w powiecie ostrowieckim, w gminie Ćmielów.
W latach 1975–1998Kolonie Brzóstowskie należały administracyjnie do województwa tarnobrzeskiego.